# Azienda agricola
L'azienda agricola corrisponde alla disciplina generale civile dell'azienda ex art.2555 c.c., ma inquadrata sulla figura dell'imprenditore agricolo. È pertanto un complesso di beni, strumenti e servizi organizzati per l'esercizio dell'impresa agricola. 
L'azienda agricola ha lo scopo di produrre principalmente beni di prima necessità per il fabbisogno giornaliero delle persone.

## Tipologie dei beni

### Fondo rustico
Il fondo, terreno parte della crosta terrestre, diviene fondo rustico soltanto con la manifestazione di volontà del proprietario che vi esercita l'agricoltura, questo perché il bene terra ha una struttura e funzione polivalente e può essere destinato a qualsiasi uso.
Suo elemento costitutivo è il suolo, quello strato di crosta terrestre superficiale che può consentire l'esercizio agricolo. Il primo problema relativo al suolo è proprio la sua determinazione quantitativa, la sua estensione. Indispensabile all'uomo è il regolamento dei confini, legislativamente superata la vecchia previsione usque ad coelum et ad inferos, previsti orizzontalmente come segnati da fossi, alberi, staccionate ecc. (o determinati in via giudiziale con apposita azione) e verticalmente dove termina la possibilità di godimento.
I confini orizzontali chiudono il fondo agricolo ad estranei. 
È bene distinguere due tipi di fondo in base alle loro dimensioni: il latifondo, costituito da un terreno molto vasto ed in genere incolto, ed il minifondo, in questo caso o un fondo frammentato in più terreni ma dello stesso soggetto, o un fondo talmente piccolo da essere poco produttivo (cosiddetta polverizzazione dei fondi).
Entrambi i fenomeni sono avversi all'ordinamento che li contrasta rispettivamente con la legge Sila del 1950 (espropriazione di terreni troppo estesi e riassegnazione a più coltivatori diretti) per quel che riguarda il latifondo; con la lotta preventiva dell'art.846 c.c. che vieta il frazionamento dei terreni (sia con vendita o successione inter vivos, sia con atti mortis causa) al di sotto della m.u.c. (minima unità colturale) e la ricomposizione coattiva tramite anche dei consorzi dei terreni per quel che riguarda i microfondi.
A causa della sua complessità e maggiore frequenza, il problema del microfondo ha subito numerose evoluzioni, soprattutto nel 1982 e nel 2001. Il termine oggi utilizzato maggiormente per indicare il parametro di riferimento è quello del compendio unico, definito soltanto nel 2001 e tra l'altro in maniera "cedevole", ovvero fino a che le Regioni, competenti per materia, non abbiano dato ognuna una propria definizione: trattasi dell'"estensione di terreno necessaria al raggiungimento di un livello minimo di redditività".

### Acque
Il privato poteva prima estrarre ed utilizzare acque non pubbliche e che non fossero anche altrui in virtù della sfruttabilità del proprio sottosuolo. Dal 1994 ciò non è più possibile se non grazie ad una concessione d'utenza, essendo state dichiarate le acque, sorgive, superficiali e sotterranee, tutte di proprietà pubblica.

### Addizioni e miglioramenti

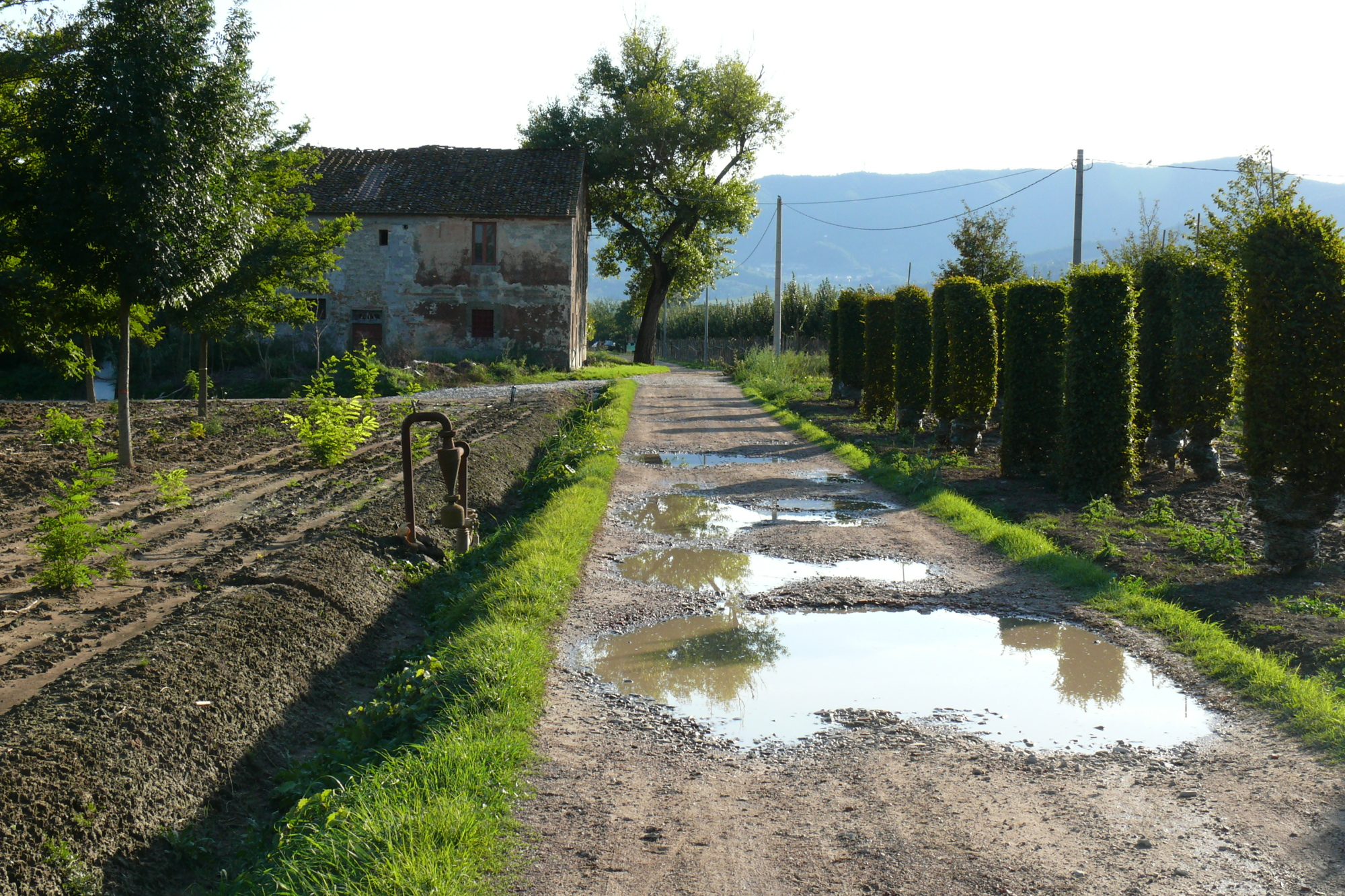
Una casa colonica ed un sistema d'irrigazione sono due addizioni del fondo

Per quanto distinte a livello classificatorio, addizioni (opere che si aggiungono al fondo) o miglioramenti (opere che si inseriscono nel fondo migliorandolo perpetuamente come una bonifica) hanno la stessa disciplina. Consentiti non solo al proprietario, ma anche all'enfiteuta e solo successivamente all'affittuario, i miglioramenti si distinguono nettamente da investimenti di capitale atti ad essere recuperati con pochi cicli agrari o a migliorare una cosa preesistente: comportano infatti un aumento nuovo e durevole della produttività.

### Iura fundi
Gli iura fundi sono diritti strettamente collegati al terreno rustico ed alla sua natura.  In genere ci si riferisce alla varie servitù di passaggio, di irrigazione, di scarico eccetera. Possono essere temporanei.

### Bosco

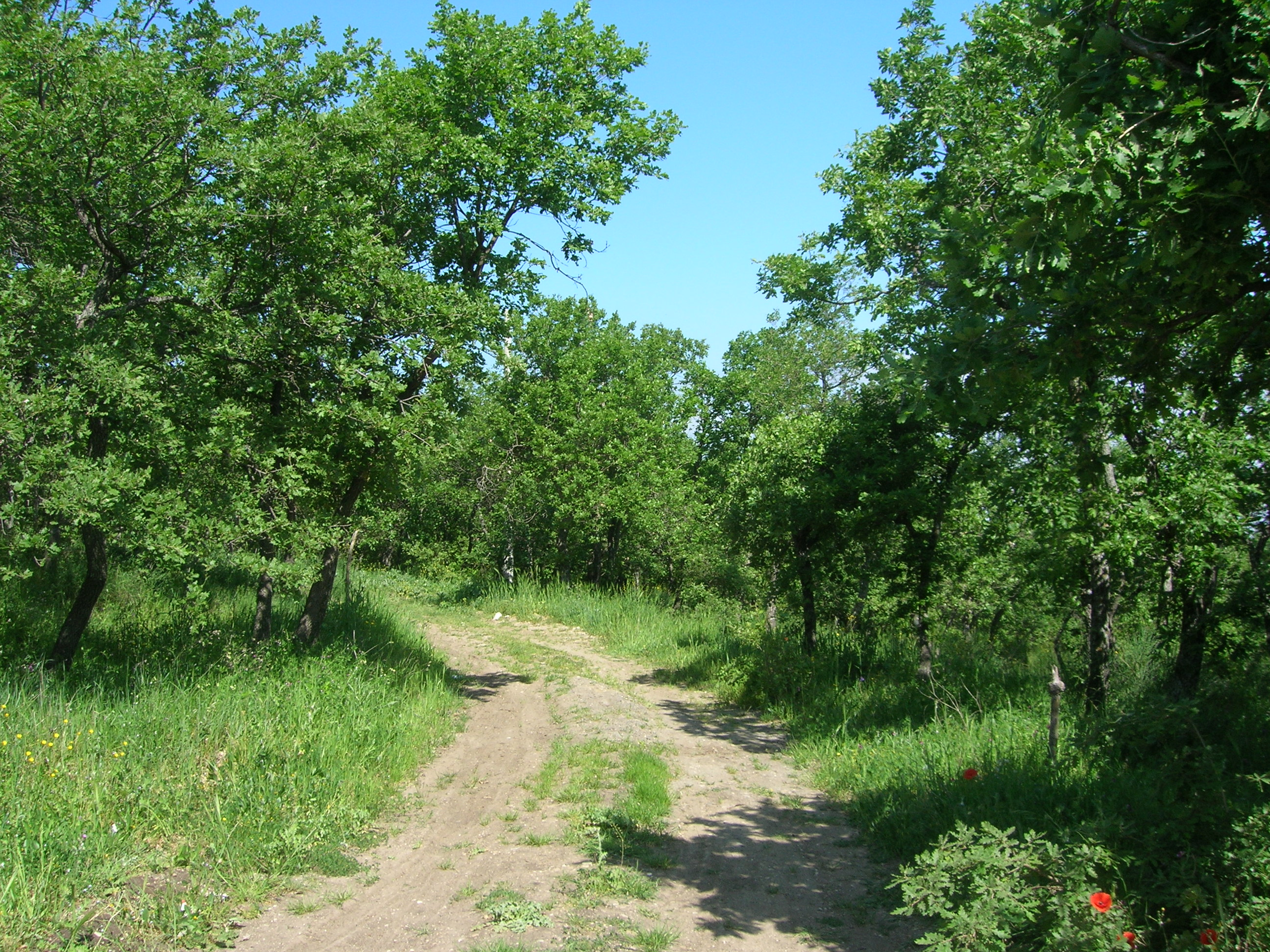
Bosco

Il bosco è il bene primario e fondamentale di un'azienda agricola dedita alla selvicoltura. 
È bene definire opportunamente bosco per il diritto agrario, ovvero ogni associazione di alberi, non importa se formatisi naturalmente o grazie all'intervento umano. L'unica differenza che conta per la normativa vigente riguarda il bosco ceduo o ad alto fusto, ma solo per quel che riguarda le discipline agrarie dell'usufrutto e dell'affitto.
Il bosco è importante anche a livello sociale per le sue qualità ecologiche e di rendere saldo il terreno: per questo non può essere cambiata la destinazione di tali terreni, vincolati dalle autorità, e non possono essere oggetto di varie attività lavorative. Valgono inoltre varie regole imposte dalle prescrizioni regionali e dai Carabinieri Forestali, competenti tra l'altro a dare specifiche autorizzazioni su interventi da fare nelle suddette aree.
Una delle attività principali dell'azienda silvicola è il taglio colturale per l'ottenimento della legna. Questa attività, per quanto molto indirizzata e controllata, non è stata mai vietata né compressa, purché nei limiti della salvaguardia dell'ambiente e del bosco, dal 1985 a prescindere bene ambientale a vincolo paesaggistico: non deve essere alterata permanentemente insomma l'area boschiva.